# Яма (річка, Магаданська область)
Яма — річка на Далекому Сході Росії в Ольському районі Магаданської області. Бере початок на південних схилах Майманджинського хребта, від злиття річок Майманджі та Маймачана; перетинає Колимське нагір'я і тече по низинній і широкій долині, у нижній течії протікає заболоченою низовиною; впадає кількома рукавами в Переволочну затоку Ямської губи Охотського моря. Довжина — 270 км (з річкою Майманджа — 285 км), площа басейну — 12,5 тисяч км². В гирлі річки розташоване поселення Ямськ.
Назва річки ймовірно коряцького походження (на евенській мові не етимологізується), від номенклатурного терміна на чавчувенському діалекті в'аям — «річка».
На правому березі річки знаходиться безліч невеликих термокарстових озер, у самому руслі є кілька островів. Має швидку течію, безліч перекатів, проток. Дно кам'янисте і на всьому протязі захаращене завалами і наносами. Замерзає наприкінці жовтня; в останні зимові місяці відзначається серйозне зниження рівня води. Максимальний підйом рівня вод відбувається навесні після льодоходу в першій декаді червня. Періодичні паводки також спостерігаються в літній період після дощів. У заплаві річки ростуть ліси чозенієво-тополевого типу.
Рибні ресурси річки багаті й різноманітні. Промислове значення мають лососеві: кета, горбуша, кижуч, палія, харіус.